# Sergueï Prokofiev
« Prokofiev » redirige ici. Pour les autres significations, voir Prokofiev (homonymie).
Œuvres principales
- Symphonie no 1 « Classique » (1918)
- Concerto pour piano no 3 (1921)
- Concerto pour violon no 1 (1923)
- L'Amour des trois oranges (1927)
- Lieutenant Kijé (1934)
- Pierre et le Loup (1936)
- Alexandre Nevski (1938)
- Roméo et Juliette (1938)
- Symphonie no 5 (1945)

Liste des œuvres de Sergueï Prokofiev
Sergueï Sergueïevitch Prokofiev, généralement appelé Serge Prokofiev en France, est un compositeur, pianiste et chef d'orchestre russe, né le 11 avril 1891 (23 avril dans le calendrier grégorien) à Sontsovka (Ukraine, alors dans l'Empire russe) et mort le 5 mars 1953 à Moscou (URSS).
Il est l'auteur de nombreuses œuvres musicales allant de la symphonie au concerto, de la musique de film à des opéras ou des ballets et a été reconnu de son vivant comme un artiste d'avant-garde très créatif. Élève au conservatoire de Saint-Pétersbourg, il remporte le prix Anton Rubinstein en tant que meilleur étudiant en piano.
Né en Russie tsariste, il émigre en occident de 1918 à 1936, avant de se laisser convaincre de revenir en URSS où il est à la fois honoré et persécuté. Il meurt le même jour que Joseph Staline.

## Biographie

### Enfance précoce et années de conservatoire (1891-1914)
Sontsovka, la ville natale de Prokofiev, se trouve alors dans l'Empire russe, dans le gouvernement de Iekaterinoslav. Son père est ingénieur agronome et gérant d'un domaine agricole dans l'est de l'Ukraine. Sa mère, Maria Grigorievna, est une femme de bonne éducation, pianiste amatrice et premier maître de son fils. Fils unique, après le décès de ses deux sœurs aînées en bas âge, il bénéficie de toutes les attentions de ses parents, et passe une enfance heureuse dans un grand manoir où sa mère lui joue Beethoven, Chopin, Tchaikovski et Rubinstein, et où il est instruit de manière rigoureuse dans tous les domaines. Les dons musicaux de l’enfant apparaissent si évidents qu’elle décide très tôt de l’engager dans une carrière musicale. Sergueï compose ses premières pièces pour piano dès l'âge de cinq ans.
En 1900, âgé de huit ans, il accompagne sa mère à Moscou, où il assiste à des opéras. Prokoviev est très frappé par ces soirées, souvent qualifiées d'« initiatiques ». De retour à Sontsovka, il compose un opéra destiné aux enfants, Le Géant. En 1902, sa mère vient avec lui vivre à Moscou afin qu'il commence à prendre des cours avec des professeurs de renom : il travaille principalement la composition avec Reinhold Glière, qui lui enseigne la théorie et l'harmonie.
En 1904, sa mère décide de l'emmener à Saint-Pétersbourg pour qu'il poursuive ses études. Il entre au conservatoire de Saint-Pétersbourg, à l'âge de treize ans. Il étudie l'orchestration avec le compositeur Nikolaï Rimski-Korsakov, le piano avec Anna Esipova, la composition avec Anatoli Liadov et la direction d’orchestre avec Nicolas Tcherepnine.
Prokofiev est, dès son entrée au conservatoire, un enfant terrible, résolument anticonformiste, convaincu de son talent et de sa supériorité sur ses camarades et même sur ses professeurs. Prokofiev revendiquera cette étiquette tout au long de sa carrière.
Durant ces années de formation, suivant son attrait pour le théâtre, il compose deux autres opéras : Sur une île déserte (1902) et Ondine (1904-1907) qui s’inspirent de sujets repris de son enfance. En 1906, il rencontre celui qui restera son grand ami, confident et conseil jusqu'à sa mort, Nikolaï Miaskovski, de dix ans son aîné.
Il devient virtuose du piano, et ses premières apparitions aux « soirées de musique contemporaine » le révèlent comme un phénomène. En 1908, lors d'un concert à Saint-Pétersbourg, il joue l'une de ses compositions devant Igor Stravinsky. Le 6 mars 1910 sa première œuvre est publiée par l'éditeur Jurgenson. L'année 1910 est marquée par la mort de son père, avec lequel il correspondait régulièrement. En 1912, il donne à Moscou son Premier concerto pour piano qui est un succès malgré un style très avant-gardiste.
En 1913, il termine ses dix ans de conservatoire en recevant la plus haute distinction donnée à un étudiant, le prix Anton-Rubinstein comme pianiste-compositeur pour le Concerto pour piano no 1 (opus 10). Cette année est cependant assombrie par le suicide de Maximilian Anatolievitch Schmidthoff, pianiste et ami intime que Prokofiev avait rencontré au Conservatoire de Saint-Pétersbourg en 1908 et qui lui avait envoyé une lettre annonçant son geste.

### La Grande Guerre et la révolution bolchévique (1914-1917)
Prokofiev décide de partir en Europe, où Igor Stravinsky et Serge de Diaghilev triomphent à Paris avec les Ballets russes. Il fait la connaissance de ce dernier à Londres en 1914 et lui joue son Second concerto pour piano. Diaghilev est tellement impressionné qu'il lui commande sur-le-champ une composition pour ballet sur un thème de son choix. Prokofiev compose Ala & Lolli, mais Diaghilev est déçu par le résultat et refuse de monter le ballet. Prenant cela comme un défi, Prokofiev transforme l'œuvre et décide de la monter lui-même, mais c'est finalement un échec. Diaghilev monte cependant un autre ballet du compositeur,Chout ou L'histoire d'un bouffon, qui est, lui, un succès.
Entre 1915 et 1917, Prokofiev aborde tous les genres et poursuit simultanément la réalisation de partitions radicalement différentes. La trilogie symphonique est complétée par la Symphonie classique tandis que le piano lui inspire les Troisième et Quatrième Sonates. Enfin, la voix est utilisée dans l'opéra Le Joueur, dans plusieurs cycles de mélodies et dans la cantate Sept, ils sont sept.
À la chute de Nicolas II en mars 1917, Prokofiev se réfugie dans le Caucase pour continuer à écrire. En 1918, il revient à Pétrograd pour y présenter sa Symphonie classique, sa première symphonie, mais le pays est au bord de la guerre civile et la censure bolchevique est omniprésente. Prokofiev, qui était plutôt sympathisant des idées progressistes, décide de suivre Stravinsky dans l'exil, mais il conserve des relations avec le pays.

### Les années d'exil (1918-1932)
Au début de 1918, Prokofiev prend le Transsibérien pour Vladivostok pour gagner le Japon et l'Amérique. En voyage, pour tuer le temps, il commence à écrire de courts récits, des contes fantastiques débordants d’imagination. Prokofiev dans son journal écrivit : « Si je n’avais pas été compositeur, j’aurais sans doute été écrivain ou poète ». Au Japon, il donne quelques récitals, puis s'embarque pour San Francisco. Une fois installé aux États-Unis il abandonne ses essais littéraires et reprend sa carrière musicale.Les débuts sur la côte ouest sont difficiles. La révolution russe n'a pas bonne presse et sa musique avant-gardiste est considérée comme « mécaniste ». Totalement ruiné, il doit emprunter 300 dollars pour se rendre à New York, où il a déjà une certaine réputation. Il a un peu plus de succès à Chicago où il compose l'une de ses principales œuvres L’Amour des trois oranges, créée en 1920, qui aura également un grand succès en Europe dès l'année suivante.
En 1921, il revient en Europe, d'abord à Londres, puis en France où il passe six mois, de la fin mars à la fin septembre, dans la station balnéaire de Saint-Brevin-les-Pins (Loire-Inférieure), en compagnie de sa mère et de son ami Constantin Balmont, un poète symboliste russe, lui aussi en exil. Là, il achève la Suite scythe, le Troisième concerto et les Cinq poèmes sur des vers de Constantin Balmont. À la fin de l'année, il est de nouveau aux États-Unis : il dirige le Troisième concerto pour sa création, à Chicago.
En 1922-1923, il réside à Ettal, dans les Alpes bavaroises, où il termine son nouvel opéra, L'Ange de feu, puis travaille sur une Seconde Symphonie qui sera un échec et un Concerto pour violon.
Il rencontre celle qui deviendra sa femme en 1923, Carolina Codina, une soprano d'origine espagnole et franco-polonaise, plus connue sous son nom de scène de Lina Llubera, avec qui il aura deux fils.

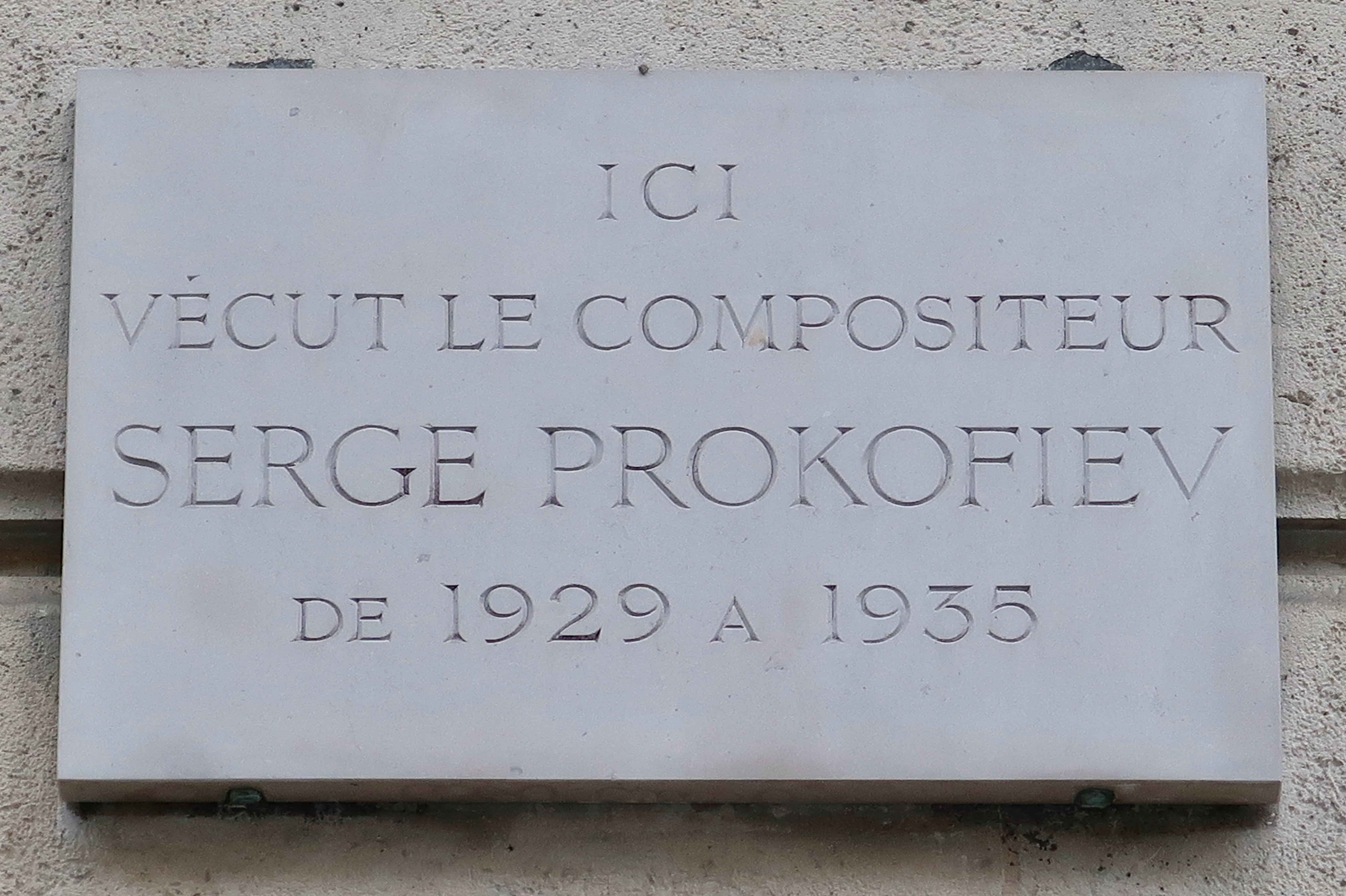
Plaque 5, rue Valentin-Haüy (Paris 15° arr.), où il vécut de 1929 à 1935.

Il revient ensuite à Paris où il demande à sa mère de le rejoindre et où il poursuit sa coopération avec Diaghilev. En 1928, il monte Le Pas d’acier et, un an plus tard, Le Fils prodigue. Il rencontre les artistes de son temps comme Pablo Picasso et Henri Matisse qui fait de lui un portrait au fusain. C’est lors de ce séjour en France qu'il se querelle avec Igor Stravinsky. On opposait souvent la « perfection » de Stravinsky à l’art plus « rocailleux » de Prokofiev.
À partir de 1927, Prokofiev supporte de plus en plus mal l'exil et correspond de plus en plus avec ses amis restés en URSS. Il décide d'y faire une tournée dont le succès est tel qu'il fait salle comble pendant plus de deux mois ; il est fêté comme un héros national ayant conquis l'Occident.
Il envisage alors sérieusement un retour au pays, ce qui lui permettrait de sortir enfin de l'ombre de Stravinsky, d'autant que Diaghilev disparaît de manière totalement inattendue à Venise en 1929. Mais de 1930 à 1932, il trouve un véritable soutien dans le chef d'orchestre Serge Koussevitzky, basé aux États-Unis, qui lui permet de connaître de nombreux succès outre-Atlantique.
Il écrit à la demande du pianiste autrichien Paul Wittgenstein son 4e Concerto (pour la main gauche), mais la collaboration se révèle infructueuse : Wittgenstein refuse de jouer l'œuvre.

### Le retour en URSS (1933-1941)
En URSS, le début des années 1930 est marqué par de nombreuses polémiques à propos de Prokofiev, qui est accusé d'avoir un style « bourgeois ». Le compositeur est très attentif à ces critiques. Lors d'une troisième tournée à succès en 1932, le gouvernement soviétique lui promet un appartement à Moscou, une voiture et une datcha. Il décide alors de rentrer au pays, mais ce n'est qu'en 1936 qu'il devient résident permanent à Moscou.
Une période prolifique s'ouvre de nouveau à lui. Il devient chef d’école, se voyant confier des fonctions officielles, même s'il doit s’adapter aux inévitables rigueurs des nouvelles disciplines. Il commence à écrire de la musique pour le cinéma ainsi que son second concerto pour violon. La première de ses commandes d'état est le thème musical pour le film d'Aleksandr Faintsimmer Le lieutenant Kijé, il consiste en seize morceaux, que Prokofiev arrangera en une suite pour concert en 1934. C'est entre Paris et Moscou qu'il compose pour le Kirov, puis le Bolchoï le ballet Roméo et Juliette (1935). Sur une commande du Théâtre central des Enfants, il écrit aussi un conte musical qui a vocation à éveiller les enfants à la musique, Pierre et le Loup (1936).
En 1936, Lina et ses deux enfants, Oleg et Sviatoslav, arrivent eux aussi en URSS. Vingt ans après la révolution bolchevique, le pays est en souffrance. Depuis 1932, Staline met en œuvre sa politique culturelle de réalisme socialiste qui consiste essentiellement à laisser à des bureaucrates le soin de trier ce qui est compatible avec le régime. Le pouvoir soviétique tourne alors brutalement le dos à Prokofiev, qui tombe dans une profonde misère. Pourtant, il essaye de suivre autant que possible la ligne du parti, mais il manque de chance.
En 1939, il produit avec son ami de longue date Vsevolod Meyerhold Semyon Kotko, un opéra dans lequel les Allemands sont représentés comme des barbares occupant l'Ukraine. Mais Staline signe le pacte de non-agression avec Hitler en août. Meyerhold est alors arrêté et exécuté plus tard (le 2 février 1940, en secret). De plus, ce revirement d'alliance va avoir pour conséquence l'arrêt immédiat des autorisations pour Prokofiev de voyager à l'étranger puisque l'Ouest n'est plus allié de l'URSS.
Paradoxalement, il devient de plus en plus prolifique, cherchant à ne surtout pas se mêler de politique. En 1940, il commence à travailler avec la poétesse Mira Mendelssohn (1915-1968).
En 1938, Sergueï Eisenstein l'invite à travailler sur la musique de son projet de film Alexandre Nevski. Sa composition sert de bande originale au film, mais est également interprétée en tant que cantate du même nom. Prokofiev travaille ensuite à plusieurs reprises au cinéma, en faisant la musique des films Les Partisans dans les steppes d'Ukraine d'Igor Savchenko (1943), Ivan le Terrible de Sergueï Eisenstein (1945), ou encore Lermontov (1943, d'Albert Gendelstein), Kotovski (1942) et Tonia (1942).
En 1940, il se lie d'amitié avec Sviatoslav Richter. Ce dernier joue ses 6e, 7e et 8e sonates pour le cinquantième anniversaire du compositeur. Plus tard, Prokofiev lui dédiera sa 9e sonate pour piano.

### La Seconde Guerre mondiale (1941-1945)
L'invasion allemande en juin 1941 surprend tout le monde et oblige les principaux artistes à fuir Moscou. Tandis que Lina et les enfants restent à Moscou, Prokofiev part pour le Caucase avec Mira, avec qui il y vit maritalement. En 1943, il reçoit le prix Staline.
Il travaille beaucoup et écrit entre autres un opéra d'après Guerre et Paix de Léon Tolstoï, un ballet autour du thème de Cendrillon, qui sera interprétée par la ballerine Galina Oulanova au Bolchoï en 1945, et deux marches militaires. Son plus grand succès durant cette période est la Cinquième Symphonie. Pour cette œuvre qui marque la victoire sur l'Allemagne, il obtiendra un second Prix de l'ordre de Staline en 1945.
Mais c'est aussi une période difficile pour sa santé. Prokofiev a une première alerte cardiaque au début de l'année 1941. Il tombe gravement malade en 1942. Puis il subit plusieurs accidents cardiaques et manque de mourir en janvier 1945 [réf. nécessaire].

### Les dernières années et la postérité (1945-1953)
En 1947, Prokofiev est proclamé « Artiste du Peuple » de la République socialiste fédérative soviétique de Russie.
Séparé depuis 1941 de Lina, qui a passé les années de guerre avec leurs enfants dans la plus cruelle pauvreté et la maladie, il décide en 1948 de se remarier avec Mira. Il n'a même pas à divorcer de Lina, car le mariage n'est pas reconnu par l'administration soviétique. Lina cherche alors à fuir l'URSS avec ses enfants, mais elle est arrêtée et envoyée dans un camp de la région des Komis, où elle restera pendant huit ans. Elle reviendra ensuite vivre à Moscou et s'exilera à l'ouest en 1972.
On ne connaît pas le rôle exact de Prokofiev dans cette histoire car cette même année, Andreï Jdanov lance une campagne contre les artistes considérés comme trop « cosmopolites ». Prokofiev essaie alors de calmer l'hostilité du parti à son égard en produisant à la gloire du régime des œuvres sans intérêt. Mais une deuxième purge stalinienne le condamne publiquement et le conduit à la misère. Par chance, son ami Mstislav Rostropovitch force Tikhon Khrennikov, secrétaire général de l'Union des compositeurs, à lui fournir 5 000 roubles.
En 1950, son grand ami Miaskovski, rencontré en 1906 au conservatoire de Saint-Pétersbourg, décède.

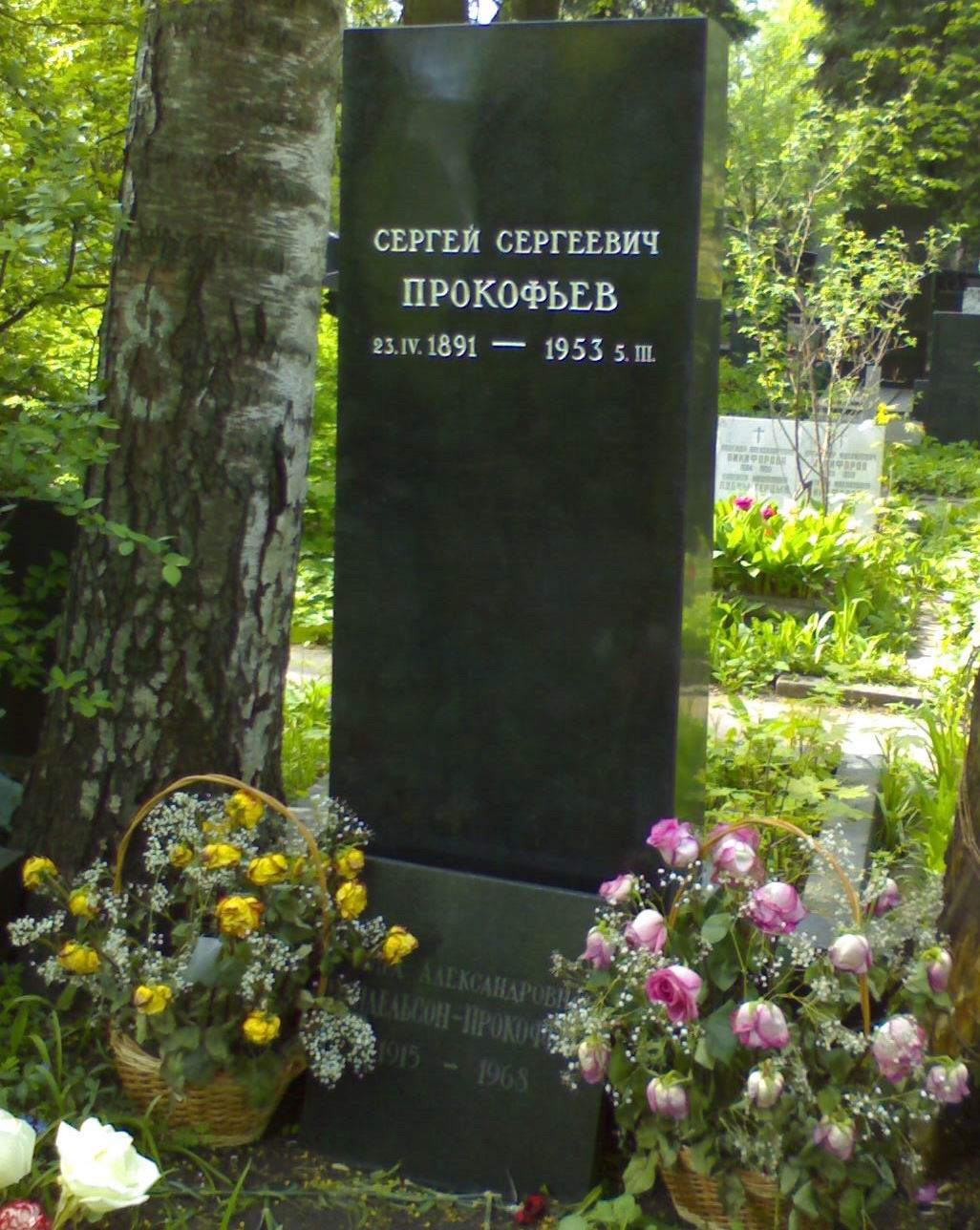
Tombe de Prokofiev et de sa seconde épouse Mira au cimetière de Novodievitchi.

Le 5 mars 1953, Serge Prokofiev, alors âgé de 61 ans, meurt à son tour d'une hémorragie cérébrale, une heure environ avant Joseph Staline. La Pravda, portant toute l'attention sur le « père des peuples », mettra six jours avant d'annoncer la mort du compositeur, les autorités faisant même pression sur sa famille pour qu'elle n'ébruite pas la nouvelle pendant cette période. Une quarantaine de personnes assistent, dans une totale discrétion, à ses funérailles, au cimetière de Novodievitchi près de Moscou.
L'histoire ne s'est pas montrée tendre avec Serge Prokofiev.De nombreuses biographies font référence à lui comme compositeur officiel. L'écriture de Zdravitsa, ode aux 60 ans de Staline, et d'autres œuvres « officielles » furent d'abord motivées par la prise en otage de Lina et les enfants de cette dernière, déportés en Sibérie[réf. nécessaire]. D'autres compositeurs ont pu bénéficier de la détente imposée par Nikita Khrouchtchev pour racheter leur musique de propagande par de puissantes représentations musicales de la terreur, mais Prokofiev est mort trop tôt pour pouvoir le faire.
En 1957, le prix Lénine lui a été décerné à titre posthume. Deux musées lui sont consacrés, un dans sa ville natale et un à Moscou.

## Son œuvre
(Décembre 2023).
Prokofiev travailla avec Eisenstein : il composa les musiques d’Alexandre Nevski et d’Ivan le Terrible tout en regardant les films. On raconte qu’Eisenstein se laissa convaincre de refaire quelques scènes à partir de suggestions que soulevait en lui sa musique. « Prokofiev possédait un sens inné pour les rythmes. Son écriture était aussi à l’aise dans le lyrisme simple que dans le style moderne. Maître de l’instrumentation, il conçut une méthode personnelle pour traiter les sonorités orchestrales. »[réf. souhaitée]
En 1948, le Comité central du Parti communiste formule des critiques acerbes contre le « formalisme » de sa musique (des compositeurs tels Aram Khatchatourian et Dmitri Chostakovitch ont subi les mêmes critiques). « Ces compositeurs cédaient trop aux impulsions “dégénérées” de l’Ouest », disaient leurs auteurs. Pourtant, une partie de ses œuvres — Pierre et le Loup pour un théâtre d’enfants moscovite, Roméo et Juliette, Alexandre Nevski, l’opéra Guerre et Paix (adaptation musicale du roman de Léon Tolstoï), les symphonies 5-6-7, plusieurs sonates pour piano — datent de cette période durant laquelle il ne s’opposa pas, malgré lui, aux contraintes communistes.
La vie de Prokofiev ressemble beaucoup à son art. Il hait certaines règles de la musique. On le compare souvent à Richard Strauss qui lui aussi s’opposait aux disciplines de son époque. Cette « liberté » fait alors de lui un solitaire. Cela se répercute sur les jugements actuels que l’on porte sur son œuvre.
« Bien qu’il se soit opposé aux divers mouvements russes de son époque, Prokofiev est surtout “le fils de ses pères”. Il les aime, les connaît par cœur et en prolonge le dessein. Mais il est, de tous, peut-être avec Moussorgski, le plus grand parce que l’occasion d’approfondir les caractéristiques de l’âme russe lui fut donnée. »[réf. souhaitée]

### Compositions remarquables
Période Russie tsariste
- Sonate pour piano no 2 (1912)
- Concerto pour piano no 2 (1913)
- Symphonie no 1 ("Classique") (1917)

Période d'exil
- Concerto pour piano no 3 (1921)
- L'Amour des trois oranges (1921)
- L'Ange de feu (1927)
- Concerto pour piano no 4 (1931)
- Concerto pour piano no 5 (1932)

Retour en URSS
- Roméo et Juliette (1936)
- Pierre et le Loup (1936)
- Alexandre Nevski (1939)
- Sonates de guerre pour piano : no 6, no 7, no 8 (1939-1944)
- Symphonie no 5 (1944)
- Guerre et Paix (1941-1952)

### Journal et correspondance
À partir de 1907 et pratiquement jusqu'à sa mort, Prokofiev écrit un journal personnel dans lequel il relate des détails de sa vie quotidienne, ses réflexions, des comptes rendus de concert et critiques musicales, représentant 2658 pages de notes manuscrites.
Sa correspondance est également très abondante et dense; on retrouve plus de douze mille lettres avec de nombreux correspondants, notamment des chefs d'orchestre dont Ernest Ansermet, Albert Coates, Serge Koussevitzky, Hermann Scherchen.. et des compositeurs dont Stravinsky et son ami fidèle Nikolaï Miaskovski.

## Famille
Serge Prokofiev a eu deux fils, Sviatoslav, architecte (1924-2010) et Oleg, peintre, sculpteur et poète (1928-1998). Son petit-fils Gabriel Prokofiev né en 1975, fils d'Oleg, est lui-même compositeur de musique électro-pop et disc-jockey. Il a composé un Concerto pour platines et orchestre.

## Citations
« Le mérite principal de ma vie (ou, si vous préférez, son principal inconvénient) a toujours été la recherche de l'originalité de ma propre langue musicale. J'ai horreur de l'imitation et j'ai horreur des choses déjà connues. »
« Il reste encore tellement de merveilleuses choses à être écrites en do majeur. »